# Rancho Alegre, Texas
Rancho Alegre là một nơi ấn định cho điều tra dân số (CDP) thuộc quận Jim Wells, tiểu bang Texas, Hoa Kỳ. Năm 2010, dân số của nơi này là 1704 người.

## Dân số
- Dân số năm 2000: 1775 người.
- Dân số năm 2010: 1704 người.